# Igor Rossi
Igor Rossi Branco, mais conhecido como Igor Rossi, (Campinas, 10 de março de 1989) é um futebolista brasileiro que atua como zagueiro. Atualmente, defende o Sporting Club Farense, de Portugal

## Títulos
Al-Faisaly
- Copa do Rei (Arábia Saudita): 2020–21[1]